# Vojni zločin
V okviru vojne je vojni zločin v skladu z mednarodnim pravom kaznivo dejanje kršitve vojnega prava, ki ga lahko stori vojaška ali civilna oseba ali več oseb. Vojni zločin je v meddržavnem konfliktu vsaka kršitev vojnega prava, v notranjih konfliktih pa so kršitve navadno omejene na lokalno jurisdikcijo.